# The John Coltrane Quartet Plays
The John Coltrane Quartet Plays ist ein Jazz-Album von John Coltrane, durch Rudy Van Gelder aufgenommen in Englewood Cliffs, New Jersey am 17. und 18. Februar und 17. Mai 1965 und veröffentlicht auf Impulse! Records.

## Das Album
Die ersten Aufnahmen für das Studioalbum The John Coltrane Quartet Plays entstanden im Mai 1965, nur zwei Monate nach Fertigstellung des A Love Supreme-Albums. John Coltranes Intention war es, wieder ein Album mit Standards-Material einzuspielen; als die Aufnahmen im Mai jedoch vollständig waren, sind dabei – neben dem Disney-Klassiker „Chim Chim Cheree“, „Feelin´ Good“ und „Nature Boy“ – auch Coltranes Kompositionen „Brazilia“ und „Song of Praise“ entstanden, die mit ihrem hymnischen Charakter schon auf das Spätwerk des Saxophonisten verweist. Coltrane spielte Brazilia erstmals bei seinen Konzerten im Village Vanguard im November 1961; „Song of Praise“ war schon in einem Head-Arrangement für das dem A Love Supreme vorausgehenden Crescent-Album vorgesehen gewesen, wurde aber darin nicht aufgenommen.
Nach Ansicht der Jazzkritiker Richard Cook und Brian Morton zeigte das Plays-Album – trotz eines erkennbaren burn out nach den Love Supreme-Aufnahmen – schon in neue Richtungen. Die Aufnahmen der ersten Sitzung am 17. Februar 1965 fanden alle nicht den Weg auf die Original-Platte. Hier entstanden eine erste Version des Titels „Feelin´ Good“ und auch von „Nature Boy“ im Quintett (mit zwei Bassisten); am folgenden Tag wurde die Master-Version von „Nature Boy“ mitgeschnitten, die auf dem späteren Album Verwendung fand. Gleichzeitig entstanden hier zwei weitere Versionen von „Feelin´ Good“, die nicht auf der Original-LP veröffentlicht wurden. Auch an diesem Tag spielte Art Davis als zusätzlicher Bassist mit. Erst am 17. Mai 1965 wurden die restlichen Titel eingespielt; in der Zwischenzeit hatte Coltranes Quartett (ohne Davis) „Nature Boy“ live am 28. März 1965 im New Yorker Jazzclub The Village Gate gespielt.
Der obligatorische „Show-Titel“ des Albums war „Chim Chim Cheree“ aus dem damals aktuellen Film-Musical Mary Poppins, mit Coltrane auf dem Sopransaxophon. Die Behandlung des gerade mit einem Oscar ausgezeichneten Songs erinnert an Coltranes Versionen des Broadway-Klassikers My Favorite Things; Coltrane spielt es in hohem Registern und entwirft Melodielinien, so dass man das banale Thema vergisst, schreiben die Coltrane Biographen Filtgen und Außerbauer.
Die Original-Komposition „Brazilia“ beginnt mit einem Trommelwirbel von Elvin Jones, in das Coltrane seine Einleitung bläst. „Coltranes Solo enthält von ekstatischer Blastechnik bis zu ruhigen Läufen alles, was nur er unnachahmlich spielen konnte.“ Beeindruckend ist für die Autoren die Übereinstimmung, zu der McCoy Tyner mit dem Saxophonisten in seinem akkordischen Spiel fand. Schlagzeuger Elvin Jones trommelte während des zweiten Solos Coltranes rhythmische Figuren, die teilweise rituellen Voodoo-Charakter hatten, und ließ mit donnernden Trommelwirbeln das Stück ausklingen. Bei dem Stück „Nature Boy“ arbeitete Coltrane – wie schon bei den Village-Vanguard-Konzerten 1961 – mit zwei Bassisten, hier mit dem klassisch geschulten Art Davis, der mit seinem Bogenspiel mit dem mittelschnellen Rhythmusspiel von Elvin Jones und Jimmy Garrison kontrastiert. Über diese Klangfelder legte Coltrane sein kräftiges Tenorsaxophonspiel.
Der letzte Titel der Original-LP, „Song of Praise“, beginnt mit einer langen Bass-Einleitung Jimmy Garrisons, die Filtgen/Außerbauer an Flamencogitarristen erinnert. Coltrane selbst spielt dann „ein Solo von berstender Intensität“.
The John Coltrane Quartet Plays war das letzte Album, auf dem John Coltrane Fremdkompositionen verwendete, und das letzte Album des klassischen John Coltrane Quartetts, das zu Lebzeiten des Saxophonisten veröffentlicht wurde.

## Bewertung des Albums
Richard Cook und Brian Morton, die in ihrem Penguin Guide to Jazz dem Album die Höchstnote verliehen, bezeichnen es als großartiges und sehr wichtiges Album. In der zweiten Auflage ihres Buchs sprechen die Autoren den schlichten Titel „Plays“ an,
der andeute, dass die Band nach dem „himmelsstürmenden Spiel von A Love Supreme sich nun wieder herunter auf eine eher basale Jazzspielweise begeben hätte, Themen, Chorusse, Standard-Titel.“ Trotz der gelegentlichen Aufteilungen in Themen- und Solo-Spiel, spiele das Quartett schon in die Richtung der kollektiven Experimente von Coltranes letzten Jahren. Es führe von dem gewaltigen „Song of Praise“ auch eine Linie zu dem vorangehenden „Psalm“ (auf A Love Supreme); die Hinzufügung eines zweiten Bassisten deute Coltranes Bestreben an, die konventionelle Rolle der Rhythm section als
einfacher Time Keeper aufzubrechen. Der Schriftsteller und Kritiker LeRoi Jones sprach die subversive Rolle John Coltranes an, in dem er Material der Massenkultur (wie „Chim Chim Cheree“ auf diesem Album, My Favorite Things (zunächst auf dem gleichnamigen Album von 1960) oder „The Inch Worm“ auf dem Album Coltrane) durch radikale Improvisationen veränderte und dekonstruierte.

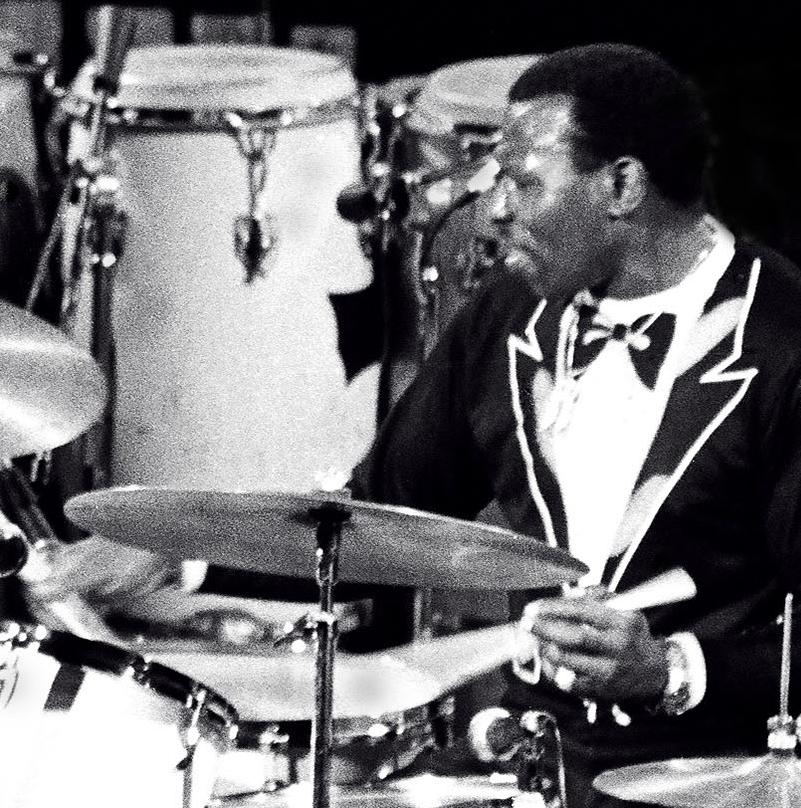
Elvin Jones (1977)

## Die Titel
- John Coltrane Quartett – The John Coltrane Quartet Plays (Impulse AS 85/254 619-2/051214-2)

1. Chim Chim Cher-ee (Richard M. Sherman/Robert B. Sherman) (6:56)
2. Brazilia (J. Coltrane) 12:54 (17. Mai 1965)
3. Nature Boy (Eden Ahbez) 8:01 (Master take, 18. Februar 1965)
4. Song of Praise (J. Coltrane) 9:56 (17. Mai 1965)
5. Feeling Good (Leslie Bricusse/Anthony Newley) 6:22 (Bonustrack, 18. Februar 1965)
6. Nature Boy 7:03 (alternate take, Studioversion, 17. Februar 1965)
7. Nature Boy 8:18 (alternate take, Live-Version (Village Gate), 28. März 1965)

- Die Titel 5–6 erschienen erstmals bei Veröffentlichung der CD; der Titel 7 war bereits auf der Platte The New Wave In Jazz (Impulse A 90) mit Beiträgen anderer Musiker vom gleichen Konzert veröffentlicht worden. Die Cover-Fotografie stammt von Lee Tanner